# 血管内大細胞型B細胞性リンパ腫
血管内大細胞型B細胞性リンパ腫 (けっかんないだいさいぼうがたBさいぼうせいリンパしゅ、intravascular large B cell lymphoma: IVLBL)は、節外性大細胞型リンパ腫細胞が血管内(特に毛細血管内)に選択的に認めるものを指す。

## 歴史
この疾患は1959年、オーストリアの皮膚科医が皮膚生検で血管内に著明な腫瘍細胞の浸潤を認めた31歳女性の症例を報告したことに始まる。当時は血管内皮細胞由来の腫瘍と考えられていた。
1980年代中頃に、本態は悪性リンパ腫であり、ほとんどはB細胞性腫瘍であることが明らかにされた。
2001年のWHO分類第3版ではびまん性大細胞型B細胞性リンパ腫の亜型とされていたが、2008年に改訂された第4版では、独立した疾患分類となっている。

## 分類
臨床像から2つに分類される。
- Western form (classical IVLBL) - 中枢神経症状を呈するもの。皮膚浸潤も多い。
- Asian Variant - 中枢神経症状や皮膚浸潤が少なく、血球貪食症候群による汎血球減少と肝脾腫を呈するもの[5]。

なお、Western, Asianと名がついているのは、もちろん西欧で多いものと東アジアで多いものによるものだが、あくまで多いだけで、どちらの地域でも両方みられる。

## 病因
病因は分かっていない。

## 疫学
成人に生じる(中央値67歳)。欧米では100万人に1人とされるが、欧米とアジアでは頻度が異なる。

## 症状
本疾患は他の悪性リンパ腫とは症状が著しくことなる。まずリンパ節は腫大しないことがほとんどである(腫瘍細胞がリンパ節以外の血管内で増殖するため)。このため悪性リンパ腫として診断されにくい。
悪性腫瘍の一般的症状として、全身倦怠感、食欲不振、体重低下を示す。多くの場合発熱し、不明熱として診断される。
全身の臓器に浸潤しうるため、浸潤した臓器の機能不全を起こす(肺であれば呼吸困難、肝臓であれば肝機能障害、など)。特に中枢神経に病変が生じた場合の中枢神経症状(麻痺、失語症、認知症症状など多彩)が特徴的である。
一方、上述の通り、Asian variantでは中枢神経症状が少なく、初期より血球貪食症候群を起こし高熱と汎血球減少を主たる症状とする。
自然軽快した報告も無くはないが、多くの場合症状の急激な進行で多臓器不全に至る。

## 検査
- 血液検査
  - 血球計算 - 血球貪食症候群に伴う汎血球減少を認める
  - 凝固・線溶系検査 - 播種性血管内凝固症候群に伴うFDP, D-ダイマーの上昇を認める
  - 生化学的検査 - LDH, CRPの上昇を認める。肝機能障害を伴う場合にはALP, ビリルビンの上昇も認めるが、AST, ALTの上昇は軽度であることが多い。フェリチン、可溶性IL-2受容体は著明に上昇する。
  - 免疫学的検査 - 抗核抗体、M蛋白を認めることがある。

- 画像検査
  - 超音波検査 - 肝脾腫を認める
  - FDG-PET - 病期診断の他に、生検臓器・部位を決定するために極めて重要

- 骨髄検査
  - 骨髄穿刺 - 白血病などの他の悪性疾患の除外、血球貪食像の確認のために必要
  - 骨髄生検 - 確定診断に至りうるため必須

- 臓器生検
  - 皮膚生検 - 骨髄生検で確定診断が得られない場合を想定して行う(内臓生検に比べて患者負担が少ないため)
  - (その他の)臓器生検 - 確定診断に至らない場合に、症状やFDG-PETの集積部位から、生検を行う臓器を決定する。

## 診断
組織生検により、血管内のリンパ腫細胞の増殖像を認めるのが確定的診断になる。骨髄の血管内にリンパ腫細胞を認めれば速やかに診断し得るが、認められなければ皮膚生検も行われる。しかし、内臓の生検を行わなければ診断できない症例も少なくない。この場合は生検部位を決めるのにFDG-PETが有用である。

## 治療
治療はびまん性大細胞型B細胞性リンパ腫と同様にリツキシマブを加えた抗がん剤化学療法(R-CHOP)が基本である。
症状の進行が早いため早急な治療開始が望まれるが、上述の通り確定診断に至るのが難しい(場合によっては深部臓器の生検が必要だが、既に患者の全身状態が悪いことも多い)ことと、悪性腫瘍としての確定診断が得られぬまま抗がん剤投与を決断することも難しいため、血球貪食症候群の鎮静化による全身状態の立て直しや腫瘍崩壊症候群の予防を意図してCHOP療法のステロイドを先行投与しCHOPの残りの抗がん剤、次いでリツキシマブを投与する、という治療戦略がとられることがある。

## 予後
以前は3年全生存率は40%程度と不良であったが、リツキシマブの併用を行うようになってから予後は2年生存率が60%程度まで改善したが、中枢神経再発が多い。

## 診療科
血液内科